# Cauze îndoielnice
Erorile logice ale cauzelor îndoielnice, cunoscute și sub denumirea de erori logice cauzale, non causa pro causa ("nicio cauză pentru cauză" în limba latină) sau falsa cauzalitate, sunt erori logice informale în care o cauză este incorect identificată. Acestea includ:
- Corelare implică legătură cauzală
- Singura cauză
- Cauzalitate circulară și consecințe
- Efect cuplat
- Post hoc ergo propter hoc
- Eroare logică a regresiei
- Cauzalitate inversată